# Når uret bliver ret - bliver modstand en pligt
|  | Denne artikel er oprettet af botten Steenthbot ud fra en ekstern database. Den kan derfor have sproglige fejl eller mangler. Denne skabelon kan fjernes efter kontrol af indholdet. |

Når uret bliver ret - bliver modstand en pligt er en dansk dokumentarfilm fra 1984.

## Handling
Havnearbejderstrejken - sagen om Karl Jørgensen.